# Молекуларни маркер
Молекуларни маркери су фрагменти ДНК који служе као маркери за праћење преноса делова хромозома са једне генерације на другу. Дакле, ако алел носи појединачни X код његовог оца, али не и његове мајке, појединац добија маркер свог оца. Молекуларни маркери за X алел онда могу показати родитељско порекло овог алела.
За разлику од биомаркера повезаних са морфолошким, физиолошким и биохемијским карактеристикама, молекуларни маркери непосредно откривају генетске промене које се одражавају или не на фенотипске промене (фенотип), или физиолошке или биохемијске промене. 
Ови молекуларни маркери су неутрални показатељи варијабилности који могу да идентификује полиморфизам између породице, рода, врсте, сорте, популације, па чак и међу појединцима 
...Дакле, молекуларни маркери су веома ефикасно средство у филогенези јер молекули могу да успоставе породични однос између појединаца.

## Намена
- У геологије и астробиологији, биомаркери су молекули који указују на присуство (у прошлости или данас) живих организама.
- У медицини, молекуларни маркери су супстанце каје се уносе у организам како би се добиле неке информације (нпр, рубидијум хлорид се користи као радиоактивни изотоп за посматрање миокарда.
- У биологији и медицини, маркер је супстанца из тела, која указује на присуство одређене болести (нпр, присуство антитела може да укажу на „инфекцију).
- У генетици, молекуларних маркер, је замишљен као генетички маркер фрагмента ДНК који је повезан са одређеним делом генома.
- Молекуларни маркери се користе у експерименталној молекуларној биологији и биотехнологији за идентификацију специфичних секвенци ДНК. Како су веома специфични молекуларни маркери могу бити креирани да би се везали за ДНК, а не за друге супстанце.